# Swiss Luftfahrtstiftung
Die Swiss Luftfahrtstiftung SLS wachte von Oktober 2005 – bis Ende Oktober 2015 über die Eigenständigkeit der Schweizer Fluggesellschaft Swiss im Lufthansa-Konzern. Diese Aufgabe wurde der SLS in einer gemeinsamen Erklärung von Lufthansa und dem Schweizerischen Bundesrat übertragen.

## Gründung
Die Stiftung wurde am 3. Oktober 2005 gegründet. Zuvor hatte die Generalversammlung der Swiss am 19. Mai 2005 den Verkauf an die Lufthansa-Gruppe beschlossen. 
Die Fusion weckte in der Schweiz die Befürchtung, die Swiss könnte als Lufthansa-Tochter langfristig als Identitätsmerkmal für die Schweiz verschwinden, ihre Eigenständigkeit und die volkswirtschaftlich wichtigen Anbindungen an den interkontinentalen Flugverkehr verlieren.

## Aufgaben
Im Stiftungszweck wurden der SLS verschiedene Instrumente zur Verfügung gestellt, um die Eigenständigkeit der Swiss und ihre interkontinentale Anbindung zu überwachen:
- Die fördernde Begleitung der Entwicklung des Luftverkehrs und der Luftverkehrsstruktur in der Schweiz unter besonderer Berücksichtigung der Konnektivität (Interessen an kontinentalen und interkontinentalen Flugdirektverbindungen);
- öffentliche Äusserungen zu allgemeinen Fragen des Luftverkehrs in der Schweiz und, nach vorgängiger und angemessener Konsultation von Lufthansa und Swiss, zu deren Geschäftspolitik und damit zusammenhängenden Themen;
- Abgabe von vertraulichen Empfehlungen gegenüber dem Management von Swiss und dem Vorstand von Lufthansa zu grundsätzlichen, strategischen Themen der gemeinsamen Integrationsziele;
- Unterbreiten von Wahlvorschlägen für zwei Mitglieder des Swiss Verwaltungsrates;
- Unterbreiten eines Wahlvorschlages für ein Aufsichtsratsmitglied von Lufthansa.

## Stiftungsrat
Die ersten fünf Jahre wurde die SLS von Bruno Gehrig präsidiert, seit November 2010 von Moritz Leuenberger.
Als Vizepräsident wirkte seit Anbeginn Claudio Generali, die weiteren Mitglieder waren Thomas Bieger, Conrad Meyer und als Vertreter des Bundes die Direktoren des Bundesamtes für Zivilluftfahrt – zuerst Raymond Cron, ab 2009 sein Nachfolger Peter Müller. Als unabhängigen Beobachter bestimmte die Lufthansa mit Zustimmung der Swiss Frank Elbe.

### Tätigkeit
Der Stiftungsrat machte Wahlvorschläge für Mitglieder des Swiss Verwaltungsrates und des Aufsichtsrates der Lufthansa, wirkte auf die Eigenständigkeit der Swiss im Lufthansa-Konzern hin und wachte über die Anbindung des Schweizer Luftverkehrs an die internationalen Destinationen.
Der Stiftungsrat liess sich zu diesem Zweck quartalsweise über den Geschäftsgang der Swiss informieren. In vertraulichen Diskussionen machte er regelmässig von seinem Empfehlungsrecht Gebrauch.
Der Stiftungsrat veröffentlichte seine abschliessende Einschätzung der Lage anlässlich einer Medienkonferenz  am 24. August 2015 im Beisein von Bundesrätin Doris Leuthard sowie Vertretern der Swiss und der Lufthansa und später in seinem Schlussbericht von Oktober 2015.

### Wahlvorschläge
Im Rahmen seines Rechtes, bei einer Vakanz einen Kandidaten für den Swiss Verwaltungsrat und für den Aufsichtsrat der Deutschen Lufthansa AG vorzuschlagen, nominierte der Stiftungsrat
- im Juni 2007 Jacques Aigrain, Mitglied des Verwaltungsrates der Swiss für den Aufsichtsrat der Deutschen Lufthansa AG
- im November 2010 ihren damaligen Präsidenten Bruno Gehrig als neues Mitglied (und designierten Präsidenten) des Verwaltungsrates der Swiss;
- im November 2011 Monika Ribar als neues Mitglied des Verwaltungsrates der Swiss und ab 2014 in den Aufsichtsrat der Lufthansa;
- im Juni 2015 Christoph Franz als Mitglied des Verwaltungsrates der Swiss.

### Eigenständigkeit der Swiss innerhalb des Lufthansakonzerns
Um die Entwicklung des Luftverkehrs in der Schweiz und speziell des Hubs Zürich unabhängig beurteilen zu können, beauftragte der Stiftungsrat ab dem Jahr 2006 das Center for Aviation Competence (CFAC) der Universität St. Gallen mit einem Monitoring der Verkehrsströme am Flughafen Zürich und den beiden anderen Hubs des Lufthansa-Konzerns in Frankfurt und München.
Es zeigte sich, dass die ursprünglichen Befürchtungen vermieden werden konnten, wonach durch die Übernahme durch die Lufthansa-Gruppe Schweizer Interessen vernachlässigt würden. Während den zehn Jahren Monitorings durch die SLS hat die Swiss 26 neue Europa- und 6 neue Interkontinentalverbindungen eröffnet und rund 60 % mehr Passagiere befördert. Das Geschäftsergebnis verbesserte sich von einem Verlust von 14 Millionen Franken im Jahr 2005 auf einen Gewinn von 347 Mio. Franken im Jahr 2014 und es wurden rund 1500 zusätzliche Stellen allein bei der Swiss geschaffen.
Im Juli 2014 befasste sich der Stiftungsrat auch mit dem Rückzug der Swiss aus Basel-Mülhausen. Der Stiftungspräsident kritisierte diesen Rückzug öffentlich, konstatierte aber auch, dass neun Jahre nach Gründung der Stiftung für viele Schweizerinnen und Schweizer «der Preis und die Verfügbarkeit von Flügen wichtiger als das Kreuz auf der Heckflosse» geworden seien.

### Anbindung der Schweiz an den interkontinentalen Flugverkehr
Die Entwicklung der interkontinentalen Anbindung hängt zu einem guten Teil von der nationalen und regionalen Infrastruktur ab. Der Stiftungsrat widmete sich deshalb in einer frühen Phase auch den politischen Diskussionen zu den deutschen Anflugbeschränkungen auf den Flughafen Zürich und zu den verschiedenen Beschränkungs-Initiativen im Kanton Zürich. Er betonte dabei stets, dass die Wettbewerbsfähigkeit des gesamten Hub-Systems Schweiz aus einer langfristigen Gesamtperspektive beurteilt werden müsse.
Ab dem Jahr 2012 fokussierte der Stiftungsrat zunehmend auf die scharfe Konkurrenzsituation, in der sich die Swiss gegenüber den neuen Airlines der Golfstaaten und dem Flughafen Istanbul behaupten musste. Deren finanziell und politisch vorteilhaften Rahmenbedingungen setzten sämtliche Fluggesellschaften in Europa stark unter Druck. Diese Bedrohung war bei der Formulierung der Ziele der SLS noch kein Thema.

### Umsetzung
Die Ziele des ursprünglichen Stiftungszweckes, der Schweiz trotz Einbindung in die Lufthansa-Gruppe gute Luftverkehrsverbindungen zu ermöglichen und ihre Eigenständigkeit im Konzern zu wahren, wurden bis zum Stiftungsende im Oktober 2015 erreicht und gewahrt: Der schweizerische Luftverkehr war gut an die wichtigsten weltweiten Destinationen angebunden und die Swiss hatte einen bedeutenden unternehmerischen Handlungsspielraum.
Im Schlussbericht bilanzierte SLS-Präsident Moritz Leuenberger: «Die Ziele der SLS wurden erreicht. Dennoch bestehen keine Zweifel, dass sich die Verhältnisse in einem derart volatilen Markt wie dem des Flugverkehrs rasch ändern werden und die Anliegen des ursprünglichen Stiftungszweckes jederzeit wieder aktuell werden können. Es wird daher unumgänglich sein, dass das UVEK und das BAZL über die weitere Entwicklung wachen und geeignete Vorsorgen treffen, um gegebenenfalls reagieren zu können.»
Die von der SLS verfolgten Ziele werden nach Stiftungsende im Rahmen des Swiss Aviation Leadership Team (SALT) und der Plattform Luftfahrt verfolgt. Das UVEK will zudem im Rahmen eines zweijährlichen Monitorings die Rahmenbedingungen des Luftstandortes Schweiz evaluieren und dem Bundesrat und dem Parlament bei Bedarf Massnahmen vorschlagen.